# کامالا هریس
کامالا دِیوی هریس (انگلیسی: Kamala Devi Harris, ‎i‎/ˈkɑːmələ ˈdeɪvi/‎ KAH-mə-lə DAY-vee؛ زادهٔ ۲۰ اکتبر ۱۹۶۴) سیاستمدار و وکیل آمریکایی است که از ۲۰۲۱ تا ۲۰۲۵ به‌عنوان چهل و نهمین معاون رئیس‌جمهور ایالات متحده آمریکا تحت ریاست‌جمهوری جو بایدن خدمت کرد. او نخستین معاون رئیس‌جمهور زن، نخستین معاون رئیس‌جمهور سیاه‌پوست و نخستین معاون رئیس‌جمهور آسیایی-آمریکایی این کشور به‌شمار می‌رود. هریس از سال ۲۰۱۷ به‌عنوان سناتور ایالات متحده آمریکا از ایالت کالیفرنیا تا ۲۰۲۰ مشغول به‌کار بود. هریس دومین زن سیاه‌پوست و نخستین جنوب‌آسیایی-آمریکایی است که به مجلس سنا راه یافته است. هریس که عضو حزب دموکرات است، نامزد مقدر این حزب در انتخابات ریاست‌جمهوری ۲۰۲۴ محسوب می‌شد.
هریس از دانشگاه هَوارد و کالج حقوق دانشگاه کالیفرنیا، سان فرانسیسکو فارغ‌التحصیل شد. او کار وکالت خود را در دفتر دادستان ناحیه‌ای شهرستان آلامیدا آغاز کرد و سپس در دفتر دادستان ناحیه‌ای سان فرانسیسکو و بعداً در دفتر دادستان شهری سان فرانسیسکو استخدام شد. هریس از سال ۲۰۰۴ تا ۲۰۱۱ به عنوان بیست و هفتمین دادستان ناحیه سان‌فرانسیسکو فعالیت کرده و سپس از سال ۲۰۱۱ تا ۲۰۱۷ به عنوان سی‌ودومین دادستان کل ایالت کالیفرنیا فعالیت کرد. هریس در جریان مبارزات انتخاباتی‌اش برای سنا، باراک اوباما و جو بایدن از وی حمایت کردند.
در تاریخ ۲۱ ژانویه ۲۰۱۹ رسماً فعالیت کارزار انتخاباتی خود را برای نمایندگی حزب دموکرات برای ریاست‌جمهوری ایالات متحده آمریکا در انتخابات ریاست‌جمهوری سال ۲۰۲۰ ایالت متحده آمریکا اعلام کرد. مدت کوتاهی نامزد پیشتاز این رقابت بود تا این که در ۳ دسامبر ۲۰۱۹ به مبارزات انتخاباتی خود پایان داد. او توسط جو بایدن کاندیدای حزب دموکرات آمریکا به عنوان معاون‌اول پیشنهادی وی در انتخابات ریاست جمهوری ۲۰۲۰ معرفی شد و این زوج انتخاباتی رئیس‌جمهور و معاون‌رئیس‌جمهور وقت، دونالد ترامپ و مایک پنس را در این انتخابات شکست دادند. هریس و بایدن در ۲۱ ژانویه ۲۰۲۱ مراسم تحلیف برگزار کردند. پس از کناره‌گیری جو بایدن از انتخابات ریاست‌جمهوری ۲۰۲۴ ایالات متحده آمریکا، هریس با حمایت بایدن کمپین ریاست جمهوری خود را آغاز کرد. در ۲۲ ژوئیه ۲۰۲۴، هریس حمایت غیرالزام‌آور تعداد کافی از دلیگیت‌ها را برای این که نامزد مقدر حزب دموکرات شود، به‌دست‌آورد و تیم والز را به‌عنوان جفت انتخاباتی خود برگزید. تا اکتبر ۲۰۲۴، کمپین هریس بیش از یک میلیارد دلار جمع‌آوری کرد و از بودجه کمپین ترامپ پیشی گرفت. او در انتخابات عمومی از ترامپ شکست خورد.

## اوایل زندگی (۱۹۶۴–۱۹۹۰)
کامالا در سانسکریت به معنی لاله مردابی است. کامالا هریس متولد ۲۰ اکتبر ۱۹۶۴ در اوکلند، کالیفرنیا است. مادرش شیامالا گوپالان زیست‌شناسی بود که کارش روی ژن گیرنده پروژسترون انگیزه‌بخش کار در زمینهٔ پژوهش سرطان پستان شد. او در سال ۱۹۵۸ در ۱۹ سالگی از هند به آمریکا آمد و به‌عنوان دانشجوی تحصیلات تکمیلی تغذیه و غدد درون‌ریز و متابولیسم در دانشگاه کالیفرنیا، برکلی شروع به تحصیل کرد؛ او در سال ۱۹۶۴ پی‌اچ‌دی خود را دریافت کرد. پدرش دانلد جی هریس، استاد بازنشسته اقتصاد در دانشگاه استنفورد، که اهل جاماییکا بود در سال ۱۹۶۱ برای تحصیل وارد یوسی برکلی شد و در سال ۱۹۶۶ پی‌اچ‌دی اقتصاد گرفت.
هریس به‌همراه خواهر کوچکش، مایا، در برکلی، کالیفرنیا زندگی کرد، مدت کوتاهی را در مرکز برکلی و سپس در یک خانه دوبلکس در راه بنکرافت در غرب برکلی، ناحیه‌ای که جمعیت شایان‌توجهی سیاهپوست داشت.

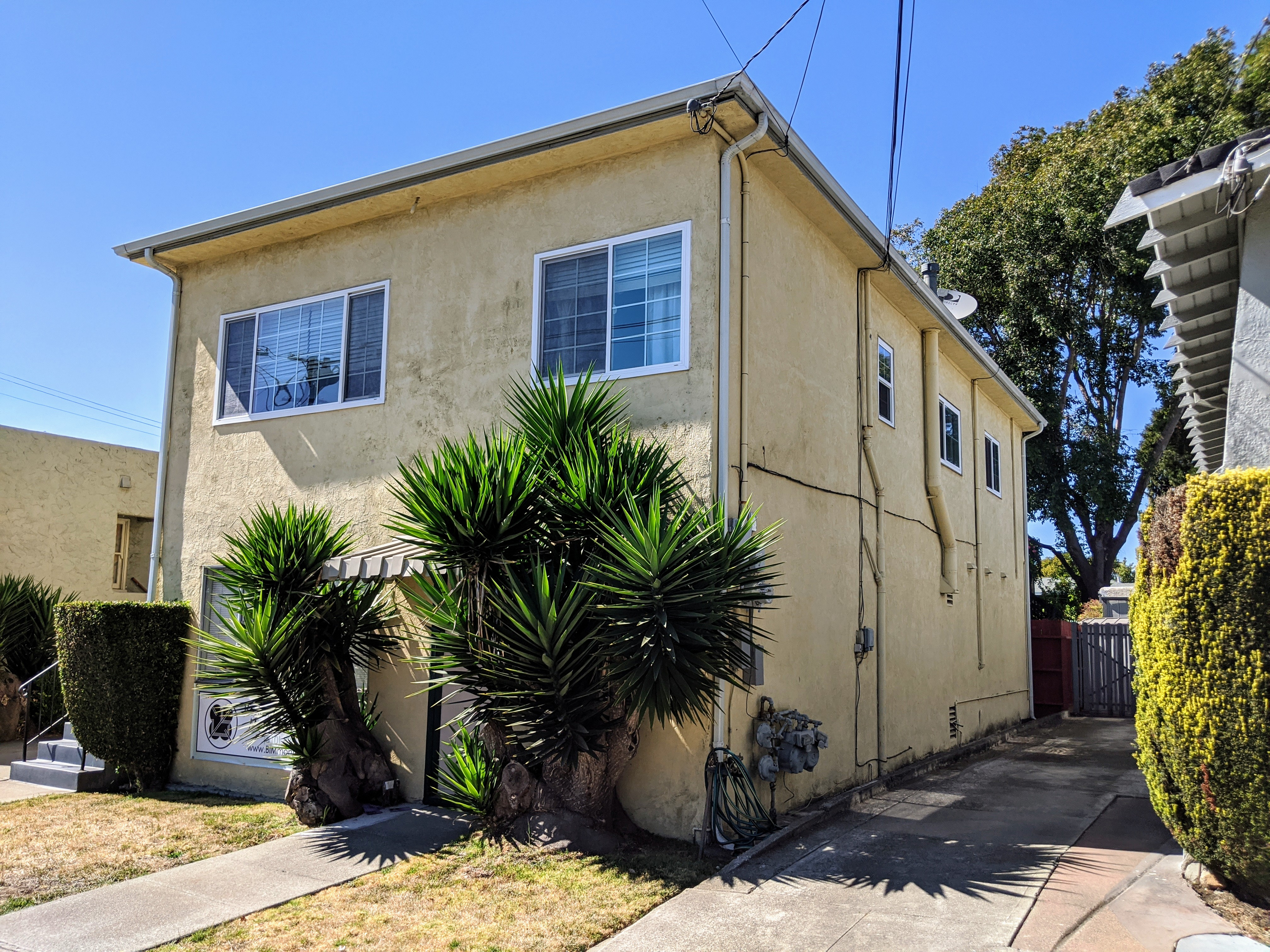
خانه کودکی هریس در برکلی

یکی از همسایه‌ها مرتباً دختران خانواده هریس را به کلیسای سیاه در اوکلند می‌برد و آن‌ها در آنجا در گروه کر کودکان آواز می‌خواندند. مادرشان آها را با اساطیر هندو آشنا کرد و آن‌ها را به یک معبد هندو در نزدیکی‌شان می‌برد، که او گاه گاهی در آن آواز می‌خواند.
او و خواهرش در کودکی بارها با خانوادهٔ مادرش در مَدرَس (چنای کنونی) دیدار کردند. او می‌گوید تأثیر زیادی از پدربزرگش پی.وی. گوپالان گرفته است. گوپالان یکی از نخبگان طبقه ممتاز برهمین و کارمند بازنشسته دولت هند بود؛ دیدگاه‌های ترقی‌خواهانهٔ او در زمینه دموکراسی و حقوق زنان هریس را تحت تأثیر قرار داد. هریس در بزرگسالی همچنان با خاله‌ها و دایی‌هایش در هند ارتباطش را حفظ کرده است. او همچنین از خانواده پدریش در جاماییکا بازدید کرده است.
وقتی هریس هفت ساله بود والدینش از یکدیگر جدا شدند. او گفته وقتی با خواهرش در آخر هفته‌ها به دیدار پدرشان در پالو آلتو، کالیفرنیا می‌رفتند از آنجا که وی و خواهرش سیاهپوست بودند اجازه نداشتند با بقیه بچه‌ها در محله بازی کنند. هریس در دوازده سالگی به همراه مادر و خواهرش به مونترآل واقع در استان کبک کانادا، نقل‌مکان کردند. مادرش یک سمت پژوهشی و آموزشی در بیمارستان عمومی یهودی وابسته به دانشگاه مک‌گیل را پذیرفته بود. او در یک مدرسه فرانسوی‌زبان تحصیل کرد، و سپس در سال ۱۹۸۱ از دبیرستان وستمونت در وستمونت، کبک، فارغ‌التحصیل شد.
وی فارغ‌التحصیل دانشگاه هوارد و دانشگاه کالیفرنیا، کالج حقوق هیستینگز است. در دهه ۹۰، در دفتر دادستان ناحیه‌ای سان‌فرانسیسکو و دفتر دادستان شهری سان‌فرانسیسکو مشغول به کار بوده. در سال ۲۰۰۴، به عنوان دادستان ناحیهٔ سان‌فرانسیسکو انتخاب شد. هریس در انتخابات دادستانی کل ایالت کالیفرنیا در سال ۲۰۱۰ پیروز شد و در سال ۲۰۱۴ با اختلاف زیاد دوباره انتخاب شد.

## فعالیت‌های آغازین
هریس از ۱۹۹۰ تا ۱۹۹۸ به‌عنوان قائم‌مقام دادستان ناحیه‌ای در شهرستان آلامدا، کالیفرنیا، فعالیت می‌کرد. او می‌گوید خواهان کار در زمینهٔ اجرای قانون بود چرا که می‌خواست «جایی باشد که تصمیمات گرفته می‌شوند.».
در سال ۱۹۹۰, هریس به‌عنوان قائم‌مقام دادستان ناحیه‌ای در شهرستان آلامیدا، کالیفرنیا استخدام شد، جایی که او در آن به عنوان «دادستان توانمندی در حال صعود» توصیف شد. در سال ۱۹۹۴، ویلی براون رئیس مجمع نمایندگان کالیفرنیا، که در آن زمان با هریس قرار می‌گذاشت او را به عضویت در هیئت استیناف بیمه بیکاری و بعدتر به کمیسیون دستیاری پزشکی کالیفرنیا منصوب کرد. هریس در سال ۱۹۹۴، شش ماه از وظایفش مرخصی گرفت و پس از آن در دورانی که در این هیئت‌ها عضو بود کار به‌عنوان دادستان را از سرگرفت. پیوند هریس با براون در گزارش‌های رسانه‌ای به‌عنوان الگویی از انتصاب «دوستان و سربازان سیاسی وفادار» به مناصب پرمنفعت در کمیسیون‌ها از سوی رهبران سیاسی کالیفرنیا ذکر شده است. هریس از کار خود دفاع کرده است.
در فوریه ۱۹۹۸، ترنس هلینن، دادستان ناحیه‌ای سان‌فرانسیسکو هریس را به‌عنوان دستیار دادستان ناحیه‌ای استخدام کرد. او در آنجا رئیس شاخه جنایی شد و بر کار پنج وکیل دیگر نظارت می‌کرد و در پرونده‌های بزه سومی مخصوصاً آدم‌کشی، دزدی، دستبرد، و تعرض جنسی دادستانی می‌کرد. در سال ۲۰۰۰ هریس بنابر گزارش‌ها با درل سلومون، دستیار هلینن، بر سر پیشنهاد همه‌پرسی ۲۱ که به دادستانان گزینه محاکمه متهمان صغیر در دادگاه‌های بزرگسالان به‌جای دادگاه‌های نوجوانان می‌داد دچار اختلاف شد. هریس علیه این پیشنهاد که نهایتاً رأی آورد مبارزه انتخاباتی کرد. سلومون با هدایت پرسش‌های رسانه‌ای دربارهٔ پیشنهاد ۲۱ به هریس مخالف بود و سمت او را جابه‌جا کرد، که در عمل یک تنزل مقام بود. هریس شکایتی علیه سلومون ثبت کرد و استعفا داد.
در اوت سال ۲۰۰۰، هریس شغلی در تالار شهر سان فرانسیسکو گرفت و برای لویی رنه وکیل شهر کار کرد. هریس شاخه زنان و کودکان را اداره می‌کرد و نماینده پرونده‌های سوء استفاده از کودکان و بی‌توجهی به آنان بود. رنه از هریس در جریان کمپین او برای دادستانی ناحیه‌ای حمایت کرد.

## دادستان ناحیه‌ای سان‌فرانسیسکو

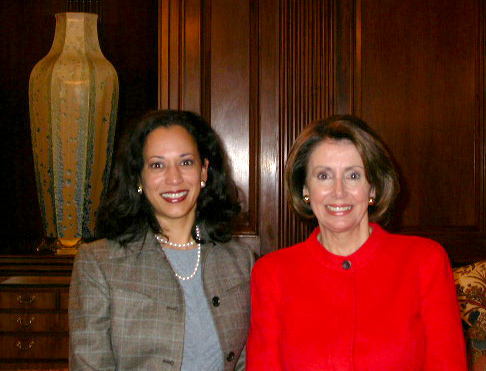
هریس و نانسی پلوسی عضو مجلس نمایندگان آمریکا، مارس ۲۰۰۴‏

هریس در انتخابات سال ۲۰۰۳ دادستان ناحیه‌ای شهر و شهرستان سان‌فرانسیسکو را که دو دوره بود در این مقام حضور داشت شکست داد.
در دوره‌ای که هریس دادستان ناحیه‌ای سان‌فرانسیسکو بود نرخ محکومیت‌ها به خاطر جنایت از ۵۲٪ در سال ۲۰۰۳ به ۶۷٪ در سال ۲۰۰۶ افزایش یافت که بیشترین میزان در طول یک دهه بود، نرخ محکومیت‌ها برای قتل ۸۵٪ بود و محکومیت‌ها برای قاچاقچیان مواد مخدر از ۵۶٪ به ۷۴٪ افزایش یافت. این آمار تنها نشان‌دهندهٔ محکومیت‌ها در محاکمه‌ها است درحالی‌که هریس بسیاری از پرونده‌ها را با توافق از طریق اقرار به جرم مختومه کرد. او پس از در دست گرفتن این منصب علاقه خاصی به کم‌کردن بار پرونده‌های قتل از دوره قبلی داشت. هریس اعلام کرد که سیاهه‌ها آن دوره چندان مطلوب نبوده‌اند و برای افزایش محکومیت‌ها تا جای ممکن تلاش کرد. از ۷۳ پرونده قتل در انتظار رسیدگی، ۳۲ مورد به جرایم پایین‌تر مانند قتل شبه‌عمد محکوم شدند یا به جرایم دیگری چون حمله یا دزدی اقرار کردند و اتهامات قتل مختومه شدند.

## دادستان کل کالیفرنیا (۲۰۱۱–۲۰۱۷)

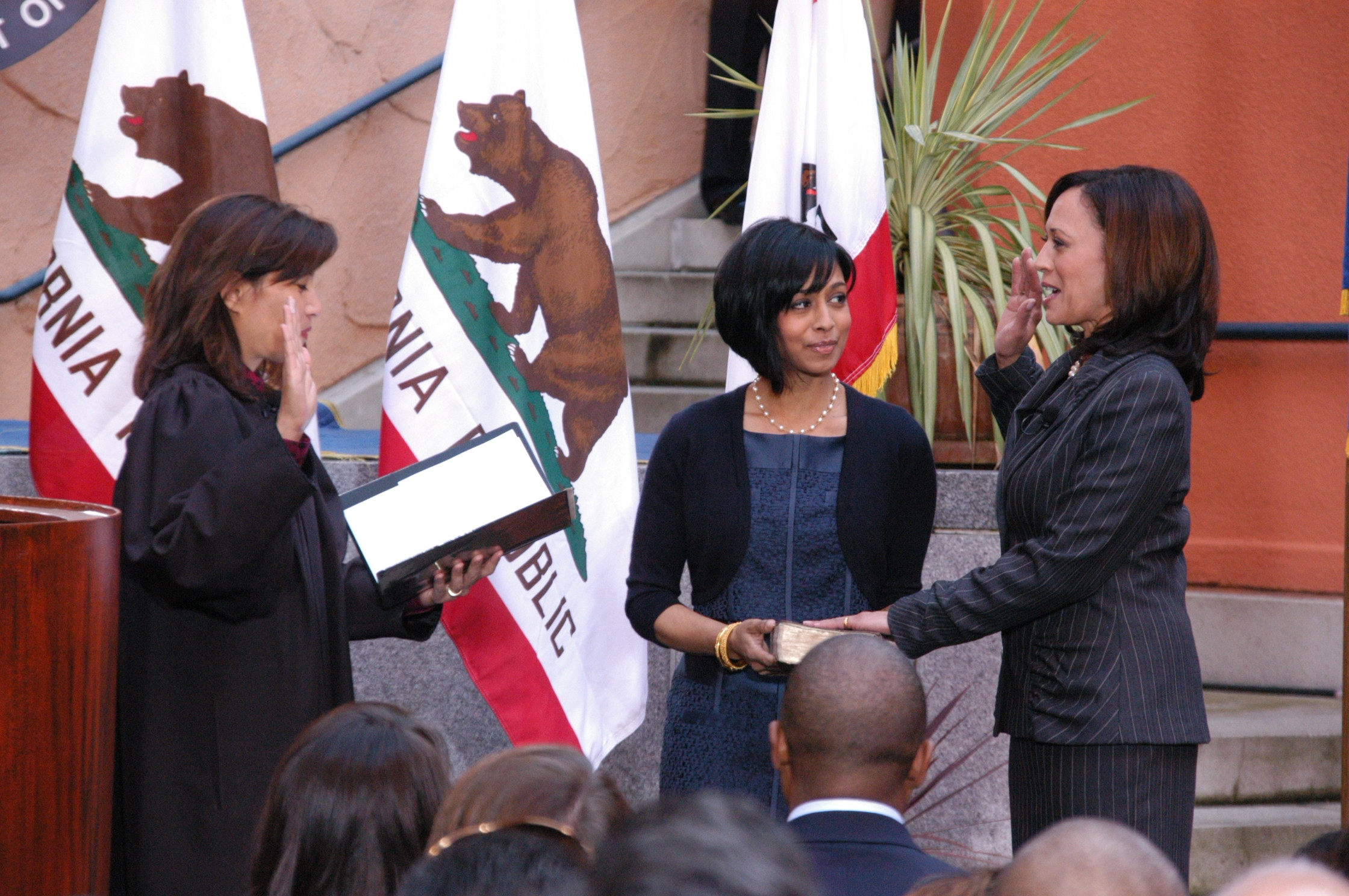
تحلیف دادستانی کاملا هریس در کنار خواهرش مایا هریس، ژانویه ۲۰۱۱

در ۱۲ نوامبر ۲۰۰۸ , هریس نامزدی خود را برای دادستانی کل کالیفرنیا اعلام کرد. هر دو سناتور کالیفرنیا، داین فاینستاین و باربارا باکسر، رئیس مجلس نانسی پلوسی، از مؤسسان کارگران متحد زراعی دولورس هوارتا، و شهردار لس آنجلس از او در انتخابات مقدماتی حمایت کردند. او با کسب ۳۳٫۶ درصد از آرا بر رقبای مقدماتی خود غلبه کرد.
او در انتخابات سراسری هم پیروز شد و اولین سیاهپوست، و اولین جنوب آسیایی آمریکایی شد که این منصب را در این ایالت عهده‌دار می‌شود.

## سنای ایالات متحده آمریکا

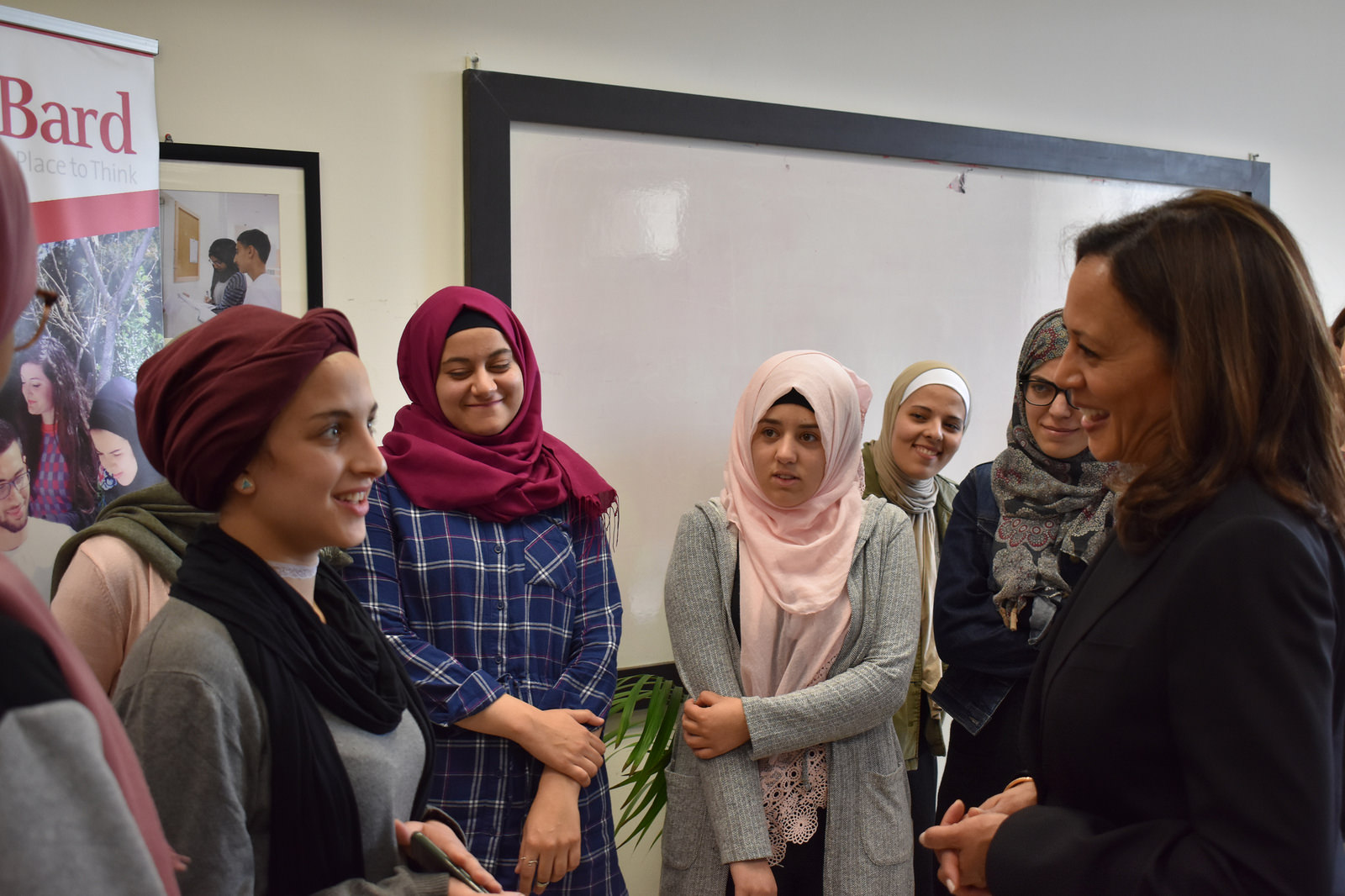
گفتگوی هریس و دانش‌آموزهای فلسطینی در دانشگاه قدس، نوامبر ۲۰۱۷‏

در ۸ نوامبر ۲۰۱۶، در انتخابات ۲۰۱۶ مجلس سنای ایالات متحده آمریکا، لورتا سانچز را شکست داد تا جانشین سناتور بازنشسته، باربارا باکسر شود، تا به‌عنوان سومین سناتور زن ایالات متحده آمریکا از ایالت کالیفرنیا و اولین سناتور هندی-جامائیکایی‌تبار تبدیل شود. از زمانی که به‌عنوان سناتور برگزیده شد، از سیستم خدمات درمانی تک-پرداخت، تغییر در طبقه‌بندی فدرال ماریجوآنا، حفاظت شهری از مهاجران بدون مدرک، لایحه رؤیا و کاهش فشار مالیاتی برای طبقه کارگر و متوسط درعین افزایش مالیات برای شرکت‌ها و قشر ثروتمند آمریکا حمایت کرده‌است.

## معاون رئیس‌جمهور ایالات متحده آمریکا

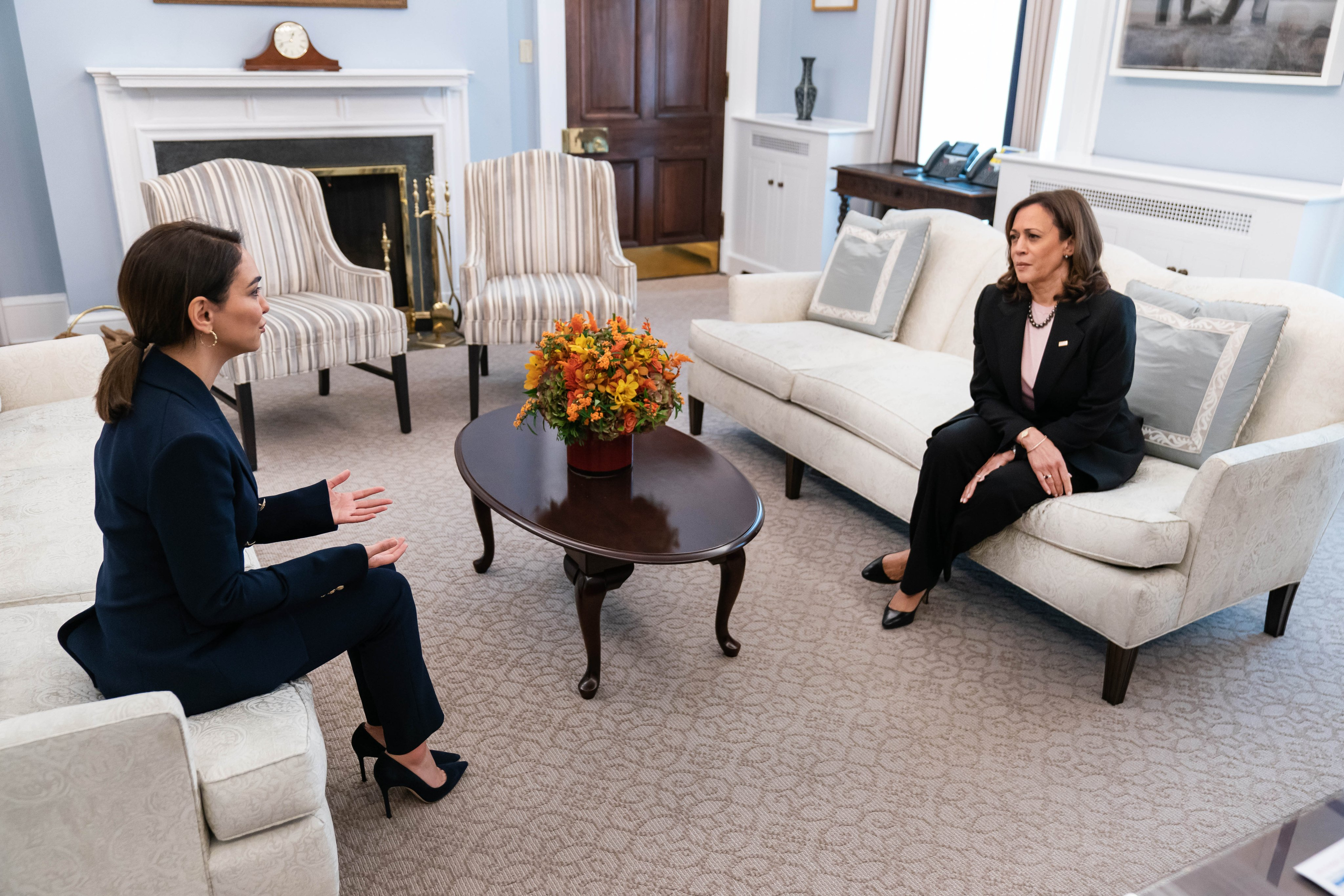
کاملا هریس و نازنین بنیادی بازیگر و کنشگر ایرانی، اکتبر ۲۰۲۲‏

پس از انتخاب جو بایدن به‌عنوان رئیس‌جمهور آمریکا در انتخابات ۲۰۲۰، هریس از ۲۰ ژانویه ۲۰۲۱ به عنوان معاون رئیس‌جمهور ایالات متحده منصوب شد. او اولین معاون زن رئیس‌جمهور ایالات متحده، بالاترین مقام برای یک زن در تاریخ ایالات متحده و اولین معاون رئیس‌جمهور آفریقایی-آمریکایی و اولین آسیایی-آمریکایی است. همچنین وی دومین رنگین‌پوست است که مسئولیت این پست را بر عهده دارد، قبل از او، چارلز کرتیس، به‌عنوان بومی آمریکایی از سال ۱۹۲۹ تا ۱۹۳۳ تحت‌نظر هربرت هوور خدمت می‌کرد.
هریس دو روز قبل از سوگند در تحلیف جو بایدن به‌عنوان معاون رئیس‌جمهور، در ۱۸ ژانویه ۲۰۲۱ از سمت خود در مجلس سنا استعفا داد.

## کمپین ریاست جمهوری ۲۰۲۴

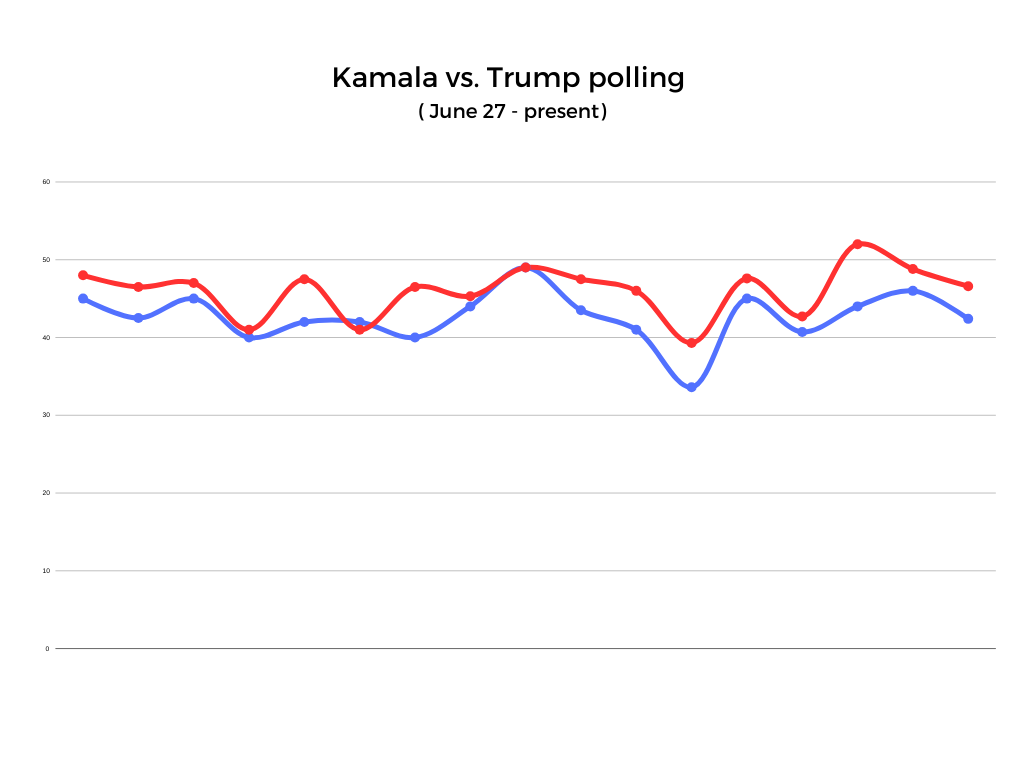
نمودار رأی‌گیری کاملا هریس و دونالد ترامپ، ژوئیه ۲۰۲۴‏

در ۲۱ ژوئیه ۲۰۲۴ جو بایدن رئیس‌جمهور وقت و نامزد مقرر دموکرات‌ها از رقابت در انتخابات ریاست‌جمهوری ۲۰۲۴ ایالات متحده آمریکا انصراف داد و از هریس به‌عنوان نامزد دموکرات‌ها برای ریاست جمهوری حمایت کرد. هریس حمایت بیل و هیلاری کلینتون، فراکسیون سیاه کنگره، و بسیاری دیگر را به‌دست آورد. او در صورت انتخاب شدن، نخستین رئیس‌جمهور زن و آسیایی-آمریکایی ایالات متحده آمریکا و دومین رئیس‌جمهور سیاهپوست آمریکا پس از باراک اوباما خواهد شد.

## جوایز و افتخارات

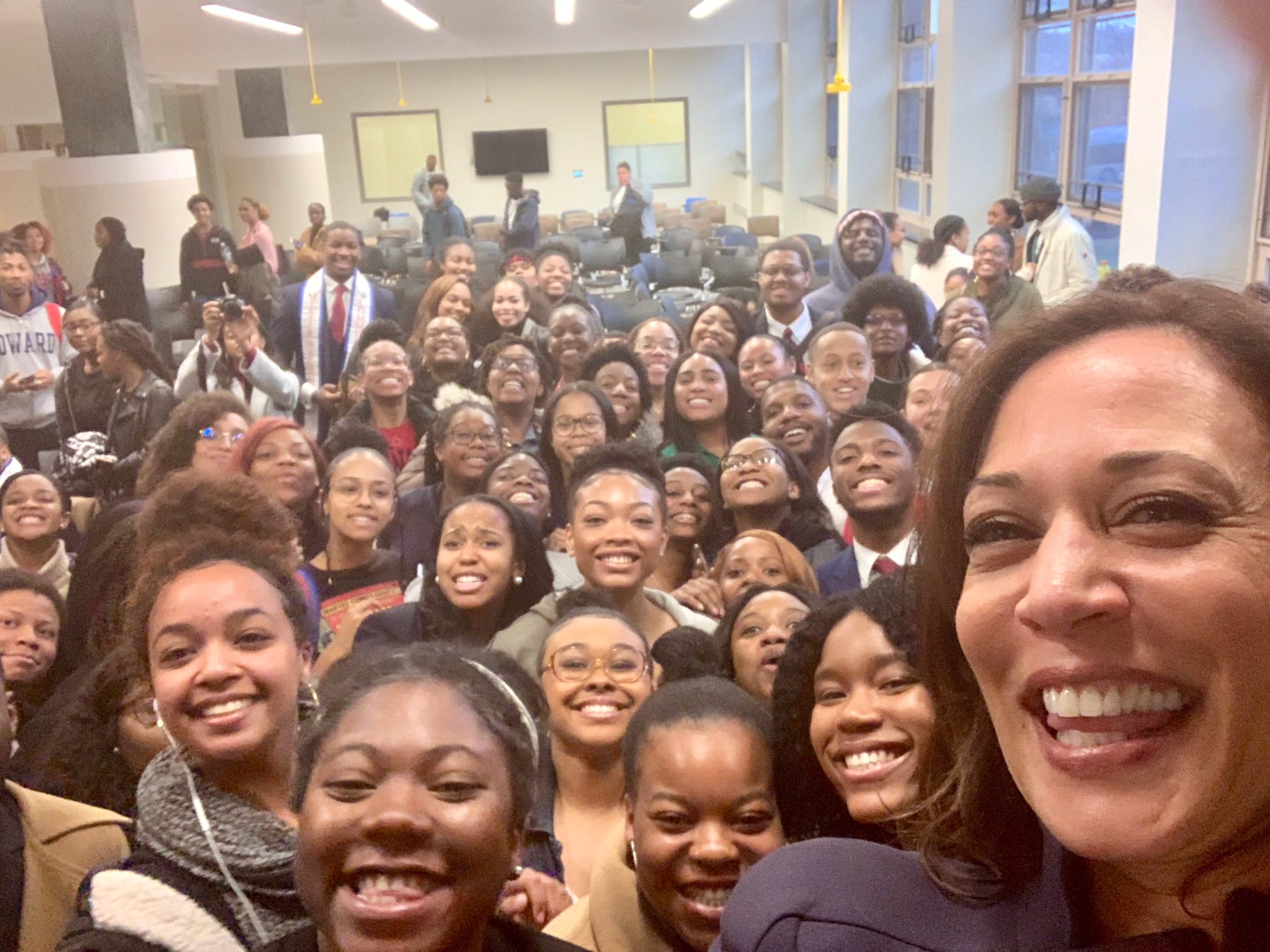
سلفی کاملا هریس در دانشگاه هاوارد، فوریه ۲۰۱۹‏

در سال ۲۰۰۵، انجمن ملی دادستان‌های سیاه جایزه تورگود مارشال را به او داد. در آن سال، او در یک گزارش نیوزویک که به «۲۰ تا از قدرتمندترین زنان آمریکا» می‌پرداخت گنجانده شد. مقاله‌ای از نیویورک تایمز در سال ۲۰۰۸ او را به‌عنوان زنی شناسایی کرد که پتانسیل رئیس‌جمهور شدن در آمریکا دارد و شهرت او به‌عنوان یک «جنگنده سرسخت» را پررنگ کرد.
در سال‌های ۲۰۱۳، ۲۰۲۰ و ۲۰۲۱ تایم هریس را در فهرست تایم ۱۰۰، فهرست سالانه تایم از ۱۰۰ فرد اثرگذار در جهان، قرار داد. در سال ۲۰۱۶، مرکز عدالت دوحزبی ۲۰/۲۰ جایزه عدالت دوحزبی را مشترکاً با سناتور تیم اسکات به هریس داد. بایدن و هریس مشترکاً شخص سال ۲۰۲۰ اعلام شدند. هریس در سال ۲۰۲۱ برای اولین فهرست ۵۰ نفر بالای ۵۰ سال فوربز که متشکل از کارآفرینان، رهبران، دانشمندان و آفرینندگان بالای سن ۵۰ سال است برگزیده شد.
| مکان            | تاریخ      | دانشگاه                  | مدرک                           | سخنرانی فارغ‌التحصیلی ایراد کرد |
| --------------- | ---------- | ------------------------ | ------------------------------ | ------------------------------ |
| کالیفرنیا       | ۱۵ مه ۲۰۱۵ | دانشگاه کالیفرنیای جنوبی | Doctor of Laws (LL.D.)         | خیر                            |
| واشینگتن دی.سی. | ۱۳ مه ۲۰۱۷ | دانشگاه هوارد            | Doctor of Humane Letters (DHL) | آری                            |

## زندگی شخصی

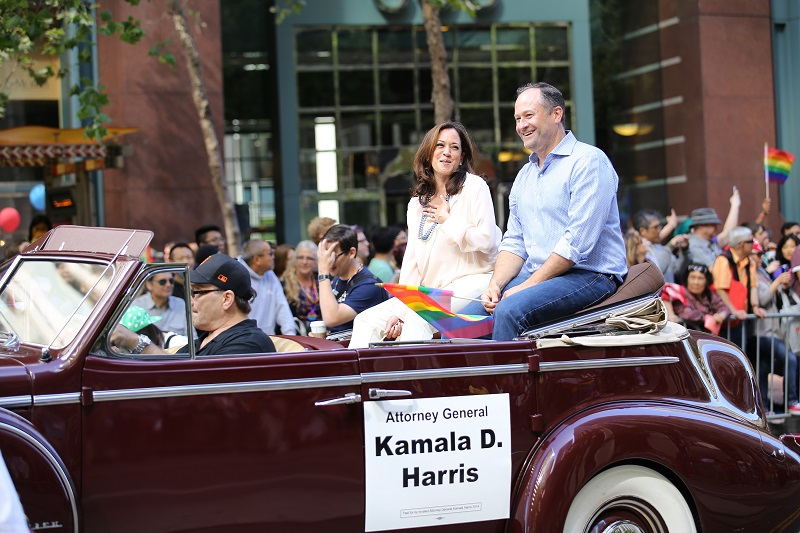
کاملا هریس و شوهرش داگلاس امهاف در رژه پراید، ژوئن ۲۰۱۶

هریس با داگلاس امهاف وکیل کالیفرنیایی ازدواج کرده است. این دو در سال ۲۰۱۴ در سانتا باربارا، کالیفرنیا ازدواج کردند. هریس نامادری پسر و دختر شوهرش از زن قبلی اوست که یکی دانشجو و دیگری مشغول به‌کار هستند. هریس عضو کلیسای بپتیست سوم سان‌فرانسیسکو است.
مایا خواهر هریس تحلیلگر سیاسی شبکه ام‌اس‌ان‌بی‌سی و شوهرخواهر هریس، تونی وست مدیرکل حقوقی اوبر و از مقامات ارشد سابق وزارت دادگستری ایالات متحده آمریکا است خواهرزاده او مینا (Meena) کمپین کنش زنان شگفت‌انگیز و رئیس سابق استراتژی و رهبری در اوبر است.

## انتشارات
هریس دو کتاب غیرداستانی و یک کتاب کودکان نوشته است:
- هریس، کامالا؛ او. سی همیلتون، جوآن (۲۰۰۹). باهوش در برابر جرم و جنایت: برنامه یک دادستان برای امن تر کردن ما. سان‌فرانسیسکو، کالیفرنیا: کرونیکل بوکس. شابک ‎۹۷۸−۰−۸۱۱۸−۶۵۲۸−۹
- هریس، کامالا، جوآن (۲۰۱۹). حقایقی که باید گفت، پنگوئن. شابک ‎۹۷۸−۱−۹۸۴۸۸۶−۲۲−۴
- هریس، کامالا، جوآن (۲۰۱۹). ابرقهرمان‌ها همه جا هستند. لندن: پنگوئن. شابک ‎۹۷۸−۱−۹۸۴۸۳۷−۴۹−۳

### رسمی
- وبگاه رسمی معاون رئیس‌جمهور کامالا هریس
- وبگاه رسمی کارزار
- سناتور کامالا دی. هریس (۲۰۱۷–۲۰۲۱)

### دیگر
- حضور در سی-سپن
- کامالا هریس در On the Issues